# La Légende de Bruce Lee
La Légende de Bruce Lee est une série télévisée biographique chinoise en 50 épisodes de 45 minutes écrite par Qian Linsen et Zhang Jianguang, réalisée par Lee Moon-ki et diffusée à partir du 12 octobre 2008 sur CCTV-1. Elle retrace la biographie de Bruce Lee, icône des arts martiaux chinois décédé en 1973.
La production a duré 9 mois à Hong Kong, sur le continent chinois, en Italie, aux États-Unis, en Thaïlande et à Macao. En 2010, la série a été condensée en un film de 183 minutes, puis sortie en DVD.

## Synopsis
L'histoire commence dans les années 1950, alors que le jeune Bruce Lee commence son apprentissage du kung fu, jusqu'à sa mort tragique en juillet 1973. 

## Distribution
- Danny Chan Kwok Kwan (VF : Yann Pichon) : Bruce Lee
- Michelle Lang (VF : Agnès Manoury) : Linda Lee Cadwell
- Ray Park : Rolex (Chuck Norris)
- Michael Jai White : Harrisson (Mohamed Ali)
- Gary Daniels : Fighter
- Mark Dacascos : Thai Fighter
- Tim Storms : Wally Jay
- Yannick Van Dam : Hoffman (Robert Wall)
- Yu Cheng Hui : Ye Wen (Yip Man)
- Wang Luoyong (VF : Frédéric Popovic) : Shao Ruhai (James Yimm Lee)
- Gai Ke (VF : Anne-Lise Vessiere) : Grace Lee
- Zhou Zhou : Lee Hoi Chuen
- Bian Xiao Xiao : Qin Xiao Man
- Hazen Lake Macintyre : George
- Ted E.Duran : Blair
- Natalia Dzyublo : Jones
- Traci Ann Wolfe : Julianna
- Eric Chen : Wong Shun Leung
- Liu Dong (VF : Jean-Marco Montalto) : Taky Kimura
- Ning Li : Dan Inosanto
- Gao Daowei : Xu Wenwai (Raymond Chow)
- Zhang Lu : Huang Li (Lo Wei)
- Jia Meiying : Xu Diah (Ruby Chow)
- Lin Yushui : Ah Lin
- Luc Bendza : Jesse Glover
- Ernest Miller (en) : Earnie Shavers
- Leslie H.Collins : William Dozier
- Wang Gongyi : Peter Lee
- Cheng Yu : Wang Lichao
- Li Yuan (VF : Fabien Briche) : Huang Pi Xiao Zi (Wong Jack Man)

## Commentaires
La série fut créée avec le soutien de Shannon Lee, la fille de Bruce Lee. Elle est créditée comme producteur exécutif.

## Diffusions
- Chine : 12 octobre 2008 sur la chaîne chinoise CCTV-1.
- Inde : en 2009 sur Zee TV.
- Italie : à partir du 4 avril 2009 sur la chaîne italienne RAI 4.
- Vietnam : en 2009 sous le nom de Huyền thoại Lý Tiểu Long.
- Maroc : en juillet 2010 sur la chaîne marocaine 2M.
- Algérie : en août 2010 sur Programme National et en 2016 sur A3.
- UAE : en 2021 sur B4U Aflam.